# Charles Edward Taylor
Charles Edward Taylor (24 tháng 5 năm 1868 – 30 tháng 1 năm 1956) là một nhà phát minh, thợ cơ khí và thợ máy người Mỹ. Ông là người trực tiếp chế tạo ra chiếc động cơ máy bay đầu tiên được anh em nhà Wright sử dụng trong Wright Flyer. Ông cũng là người được ghi nhận đã có đóng góp quan trọng vào các kỹ năng cơ khí trong việc chế tạo và bảo dưỡng động cơ và máy bay Wright đầu tiên.  

## Tiểu sử
Charles Edward Taylor, còn được gọi thân mật là Charlie, sinh ngày 24 tháng 5 năm 1868, trong một căn nhà gỗ tại Cerro Gordo, Illinois. Cha ông là William Stephen Taylor và mẹ ông là Mary Jane Germain. Charles Taylor từng làm thợ đóng sách tại tờ Nebraska State Journal khi mới 12 tuổi, sau đó ông trở thành thợ chế tạo công cụ. Năm 24 tuổi, ông gặp và kết hôn với Henrietta Webbert, đến từ Dayton, Ohio. Họ có chung một đứa con và chuyển đến Dayton, nơi có triển vọng tốt hơn. Ban đầu, Charles Taylor làm việc cho công ty Stoddard Manufacturing, chuyên sản xuất máy móc nông nghiệp và xe đạp. Nhưng khi anh em nhà Wright bắt đầu thuê một tòa nhà từ chú vợ ông để mở cửa hàng xe đạp, ông đã đến làm việc cho họ. Ban đầu, Charles Taylor được thuê để sửa xe đạp, nhưng sau đó dần dần ông đảm nhiệm luôn việc điều hành, trong khi anh em nhà Wright dành nhiều thời gian hơn cho mục tiêu theo đuổi hàng không. Đến năm 1902, họ đã tin tưởng ông đến mức giao cho ông điều hành cửa hàng khi họ vắng nhà để đến Kitty Hawk, Bắc Carolina để thực hành lái tàu lượn.
Khi nhận ra là không có loại động cơ bán sẵn nào có tỷ lệ công suất trên trọng lượng cần thiết cho chiếc Flyer đầu tiên của mình tại Hoa Kỳ, anh em nhà Wright đã nhờ đến Charles Taylor giúp đỡ. Ông đã thiết kế và chế tạo ra chiếc động cơ máy bay đầu tiên, với bốn xi-lanh làm mát bằng nước, từ nguyên liệu nhôm-đồng chỉ trong 6 tuần, một phần dựa trên bản phác thảo thô do anh em nhà Wright cung cấp. Khối nhôm đúc và hộp trục khuỷu nặng 152 pound (69 kg) và được sản xuất tại Miami Brass Foundry hoặc Buckeye Iron and Brass Works, gần Dayton, Ohio. Anh em nhà Wright ban đầu yêu cầu cần một động cơ có công suất ít nhất là 8 mã lực (6,0 kW). Động cơ mà Charles Taylor chế tạo đã vượt hơn thế, đạt công xuất 12 hp (8,9 kW) .
Năm 1908, Charles Taylor đã giúp Orville chế tạo và chuẩn bị phiên bản chiếc "Flyer quân sự" để trình diễn cho các lãnh đạo Lục quân Hoa Kỳ tại Fort Myer, Virginia. Vào ngày 17 tháng 9, máy bay gặp sự cố và bị rơi do cánh quạt bị vỡ, khiến Orville bị thương nghiêm trọng và hành khách trên máy bay, trung úy lục quân Thomas Selfridge, tử vong. Charles Taylor là một trong những người đầu tiên đến hiện trường vụ tai nạn. Ông đã giúp đưa Selfridge ra khỏi đống đổ nát, sau đó cởi áo sơ mi và cà vạt của Orville trong lúc các bác sĩ đang cố chen lấn qua đám đông để đến hiện trường. Orville và Selfridge được đưa đi bằng cáng. 
Cả Charles Taylor và đại úy hải quân George Sweet đều được lên lịch để thực hiện chuyến bay đầu tiên của họ với Orville vào ngày hôm đó, nhưng đều bị hoãn lại để nhường chỗ cho Selfridge, người phải rời đi để đến Missouri ngay sau đó. Bất chấp tai nạn này, Charles Taylor vẫn muốn trở thành phi công và tìm đến Wilbur và Orville để học nghề. Anh em nhà Wright, do không muốn mất đi sự phục vụ của Charlie, đã ngăn cản ý định này.

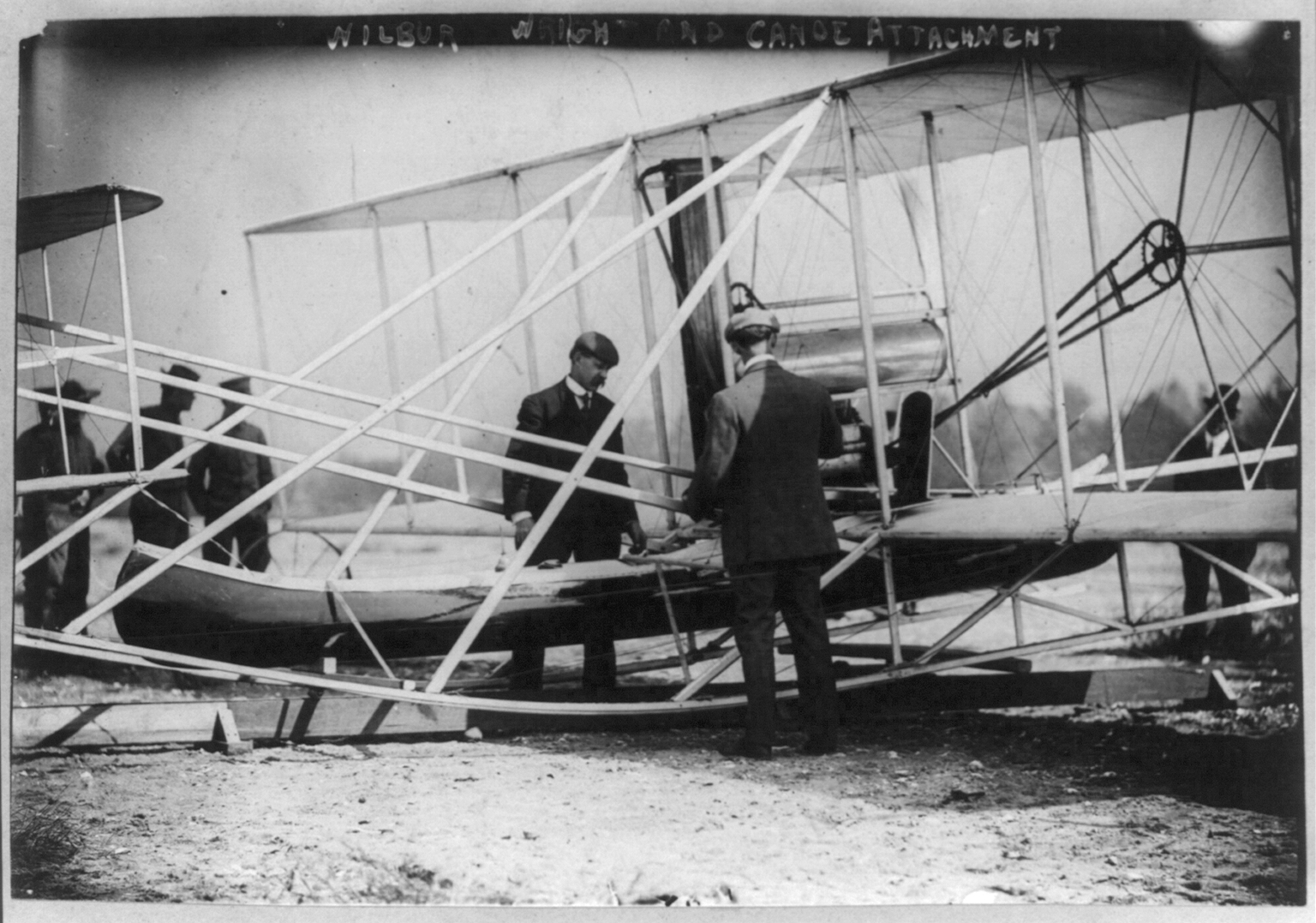
Charlie và Wilbur gắn một chiếc xuồng vào chiếc Flyer mới tại Đảo Thống đốc, New York, tháng 10 năm 1909.

Tháng 9 năm 1909, Charles Taylor đã cùng Wilbur, mang chiếc Flyer Model A mới, đến Đảo Thống đốc, Thành phố New York. Wilbur đã thực hiện một số chuyến bay biểu diễn trên mặt nước tại Lễ kỷ niệm Hudson-Fulton, trước hàng triệu người dân New York và giới thiệu công nghệ bay mới. Charlie đã hỗ trợ Wilbur rất nhiều, mặc dù ông không bay cùng Wilbur. Charlie đảm bảo động cơ hoạt động hoàn hảo cho những chuyến bay đầy mạo hiểm. Cặp đôi này cũng lắp một chiếc xuồng vào cánh dưới của chiếc Flyer để đề phòng trường hợp phải hạ cánh khẩn cấp xuống sông Hudson.
Charles Taylor trở thành thợ cơ khí hàng đầu của Wright Company sau khi công ty này được thành lập vào năm 1909. Khi Calbraith Perry Rodgers thực hiện chuyến đi từ Long Island đến California vào năm 1911 trên chiếc máy bay Wright mới mua, ông đã trả số tiền công là 70 đô la một tuần (một số tiền lớn vào thời điểm đó) để Charlie làm thợ máy cho mình. Charles Taylor đi theo chuyến bay bằng tàu hỏa, thường đến điểm hẹn tiếp theo trước Rodgers để thực hiện bất kỳ sửa chữa cần thiết nào và chuẩn bị máy bay cho chuyến bay ngày hôm sau. 
Charles Taylor tiếp tục làm việc cho Wright-Martin Company ở Dayton cho đến năm 1920. Sau đó, ông chuyển đến California và đầu tư toàn bộ tiền tiết kiệm của mình vào hàng trăm mẫu Anh bất động sản gần Biển Salton. Tuy nhiên, dự án này đã thất bại và làm ông phá sản. Ông trở lại Dayton vào năm 1936, và cùng Orville giúp Henry Ford lập kế hoạch, di chuyển và trùng tu ngôi nhà của gia đình Wright và một trong những cửa hàng xe đạp của anh em nhà Wright tại làng di sản Dearborn, Michigan của Ford về những người Mỹ vĩ đại. Orville cũng đã trao cho Charles Taylor một khoản trợ cấp hưu trí là 800 đô la một năm. 
Năm 1941, Charles Taylor trở về California và tìm được việc làm tại một nhà máy quốc phòng. Ông bị bệnh đau tim vào năm 1945 và không còn khả năng làm việc nữa. Đến năm 1955, tiền trợ cấp hưu trí và thu nhập An sinh xã hội của ông không còn đủ, và do vấn đề sức khỏe, ông đã phải vào chữa bệnh từ thiện tại  Bệnh viện Hạt Los Angeles. Khi hoàn cảnh khốn khổ của ông được một phóng viên phát hiện ra, ngành hàng không đã gây quỹ để chuyển ông đến một cơ sở tư nhân.
Charles Taylor qua đời ngày 30 tháng 1 năm 1956 do  biến chứng của bệnh hen suyễn tại San Fernando, đúng 8 năm sau ngày mất của Orville, người bạn và cũng là sếp của ông. Charlie được chôn cất tại Đền thờ Cổng Cánh Gấp dành cho Hàng không ở Burbank, California, một đền thờ lịch sử hàng không. 

## Di sản
- Giải thưởng Charles Taylor Master Mechanic của FAA được đặt theo tên ông.
- Khoa Khoa học Bảo trì Hàng không Charles Taylor tại Đại học Hàng không Embry-Riddle được đặt theo tên ông.
- Ngày Kỹ thuật viên bảo trì hàng không được tổ chức tại 45 tiểu bang của Hoa Kỳ vào ngày 24 tháng 5, ngày sinh của Taylor.
- Được truy tặng vào Viện danh vọng hàng không quốc gia năm 1965.
- Chứng chỉ thợ máy của FAA hiện có hình ảnh của Taylor thay vì hình ảnh của anh em nhà Wright như trước đây, tương tự như chứng chỉ của phi công.